# Enric Sirera i Pladevall
Enric Sirera i Pladevall   (Barcelona, 1935), conegut al món de les curses com a Castor, és un antic pilot de motociclisme català. Fou oficial de Montesa des del 1954. Disputà onze edicions de les 24 Hores de Montjuïc, en les quals formà sovint parella amb el seu germà Jordi. Pilotant prototips preparats per ells mateixos, hi obtingueren una victòria (1963) i una segona posició (1966). Al mateix circuit de Montjuïc participà en dotze grans premis. Retirat el 1967, reaparegué el 1969 amb Bultaco i MV Agusta. Exercí de comissari per a Montesa i Honda.
Enric Sirera participà en un dels primers èxits internacionals del motociclisme català quan, pilotant una Montesa Sprint com a membre de l'equip oficial de la marca, fou quart al Tourist Trophy de l'Illa de Man de 1956. Els seus companys d'equip Marcel Cama i Paco González hi acabaren en segon i tercer i lloc respectivament.